# Манчыя (группа озёр)
Манчыя (якут. Мааччыйа) — группа озёр в Жанхадинском наслеге Мегино-Кангаласского улуса Якутии, на правом берегу реки Лена. Располагаются в нескольких километрах от посёлка Нижний Бестях. Территория муниципального образования село Тектюр.
Группа включает малые озёра, из них три более крупных: Манчыя, Хотун-Манчыя, и Улахан-Тойон-Манчыя имеют в диаметре от нескольких сотен метров до 1,5 км.